# Hans Steinbrenner
Hans Steinbrenner (Frankfurt am Main, 25 maart 1928 – aldaar, 18 juni 2008) was een Duitse beeldhouwer.

## Leven en werk
Steinbrenner groeide op in Frankfurt am Main. Na de Tweede Wereldoorlog volgde hij van 1946 tot 1949 een opleiding aan de Hochschule für Gestaltung Offenbach. Daarna studeerde hij eerst tot 1952 aan de Staatliche Hochschule für Bildende Künste – Städelschule in Frankfurt am Main en aansluitend tot 1954 aan de Akademie der Bildenden Künste München bij de beeldhouwer Toni Stadler. Van 1958 tot 1963 werkte hij als beeldhouwer samen met zijn broer Klaus, die ook beeldhouwer was, in de Bildhauergemeinschaft Hans & Klaus Steinbrenner in Frankfurt am Main.
De eerste sculpturen van Steinbrenner aan het eind der jaren veertig zijn nog figuratief en sterk beïnvloed door het werk van Stadler, voornamelijk menselijke figuren. Halverwege de jaren vijftig, na een ontmoeting in Parijs met de beeldhouwers Constantin Brâncuşi (1876–1957) en Henri Laurens (1895–1954) in Parijs veranderde zijn stijl in een meer abstracte richting, met grote biomorfe figuren en een sterke verwantschap met het werk van Hans Arp.
In de jaren zestig verliet Steinbrenner deze stijl weer. Hij wendde zich met beelden bestaande uit rechthoeken en kubussen tot de concrete kunst, meer geïnspireerd door de werken van Piet Mondriaan. Eind jaren zestig ten slotte veranderde Steinbrenner zijn stijl voor de laatste keer. De sculpturen werden stelevormige, abstracte figuren met een meer menselijke maat.
Hans & Klaus Steinbrenner waren met het werk Großen Holzfigur aanwezig op documenta III van 1964 in Kassel. Steinbrenner werkte voornamelijk met de materialen Muschelkalk, hout en brons. Hij was sinds 1999 lid van de Bayerische Akademie der Schönen Künste.
Talrijke werken van Steinbrenner bevinden zich in museale en particuliere collecties en in de openbare ruimte van vele steden, zoals Bad Homburg vor der Höhe, Schwäbisch Hall, Bochum, Bremen en Kaiserslautern. In Frankfurt am Main bevindt zich Figur in het beeldenpark van het Städel Museum, andere werken in het Grüneburgpark en bij de Hessische Rundfunk. Voorts de Brunnen am Merianplatz (1981) en twee werken in de museumcollectie van het Städel Museum.

## Exposities (selectie)
- 1957 Vierde Biënnale Middelheim in Antwerpen
- 1964 documenta III in Kassel
- 1975 Frankfurter Kunstverein in Frankfurt am Main
- 1986 Moderne Galerie van Quadrat Bottrop
- 1990 Sinclair-Haus, Bad Homburg vor der Höhe
- 1996 Städel Museum in Frankfurt am Main
- 2008 Kunstkabinett Hanna Bekker vom Rath in Frankfurt am Main
- 2009 Retrospectieve tentoonstelling in het Frankfurter Institut für Stadtgeschichte in Frankfurt am Main
- 2009 Hans Steinbrenner: Skulptur, Grafik & Malerei Kunstmuseum Ahlen (Westfalen)

## Werken in de openbare ruimte
- 1960 : Figurengruppe – steen, Konrad-Hänisch-Schule in Frankfurt am Main
- 1961 : Figur – brons, Sandgasse in Frankfurt am Main
- 1962 : Figur – steen, Hotel Intercontinental in Frankfurt am Main
- 1963 : Figur – steen, Präsident Kennedy-Platz in Bremen
- 1963 : Holzskulptur – hout, Hotel Intercontinental in Frankfurt am Main
- 1965 : Quader-Skulptur – steen, Beeldenpark van het Quadrat Bottrop in Bottrop
- 1967 : Figur – beton, Klinikum Offenbach in Offenbach am Main
- 1967/68 : Komposition für Draußen – beton, Walluftal-Schule in Walluf
- 1968 : Komposition – rvs, Nord-West-Zentrum in Frankfurt am Main
- 1968 : Gedenk-Stele – hout, Grüneburgpark in Frankfurt am Main
- 1969 : Figur – steen, Evangelische Kirchengemeinde Dreieich-Buchschlag
- 1969 : Figur – steen, Reinhardswald-Schule Fuldatal
- 1971 : Liegende Figur – rvs, Fachhochschule in Friedberg
- 1972 : Figur – hout, Galerie am Markt in Schwäbisch Hall
- 1974 : Figur – beton, Klinikum Aschaffenburg in Aschaffenburg
- 1975 : Figur – steen, Straße der Skulpturen (St. Wendel)
- 1979/81 : Brunnen am Merianplatz – rvs, Merianplatz in Frankfurt am Main
- 1961/82 : Figur – hout, Beeldenpark van het Quadrat Bottrop in Bottrop
- 1983 : Figur – hout, beeldenpark van de Paracelsus Klinik in Marl
- 1984 : Große Steinfigur – steen, Landeszentralbank in Bochum
- 1986 : Figur – steen, Frankfurter Straße in Weilburg
- 1986 : Figur – steen, beeldenroute Gießener Kunstweg in Gießen
- 1987 : Figur – brons, Bad Homburg vor der Höhe
- 1987 : Figur – hout, Edwin-Scharff-Haus in Neu-Ulm
- 1987 : Figur – brons, Detmolder Platz in Frankfurt am Main
- 1991 : Große Figur – hout, Pfalzgalerie in Kaiserslautern
- 1985/1993 : Figur – steen, Bad Homburg vor der Höhe
- 1993 : Figur – steen, Skulpturenpark Heidelberg in Heidelberg
- 1993 : Figur – steen, Beeldenpark van het Städel Museum in Frankfurt am Main

## Fotogalerij

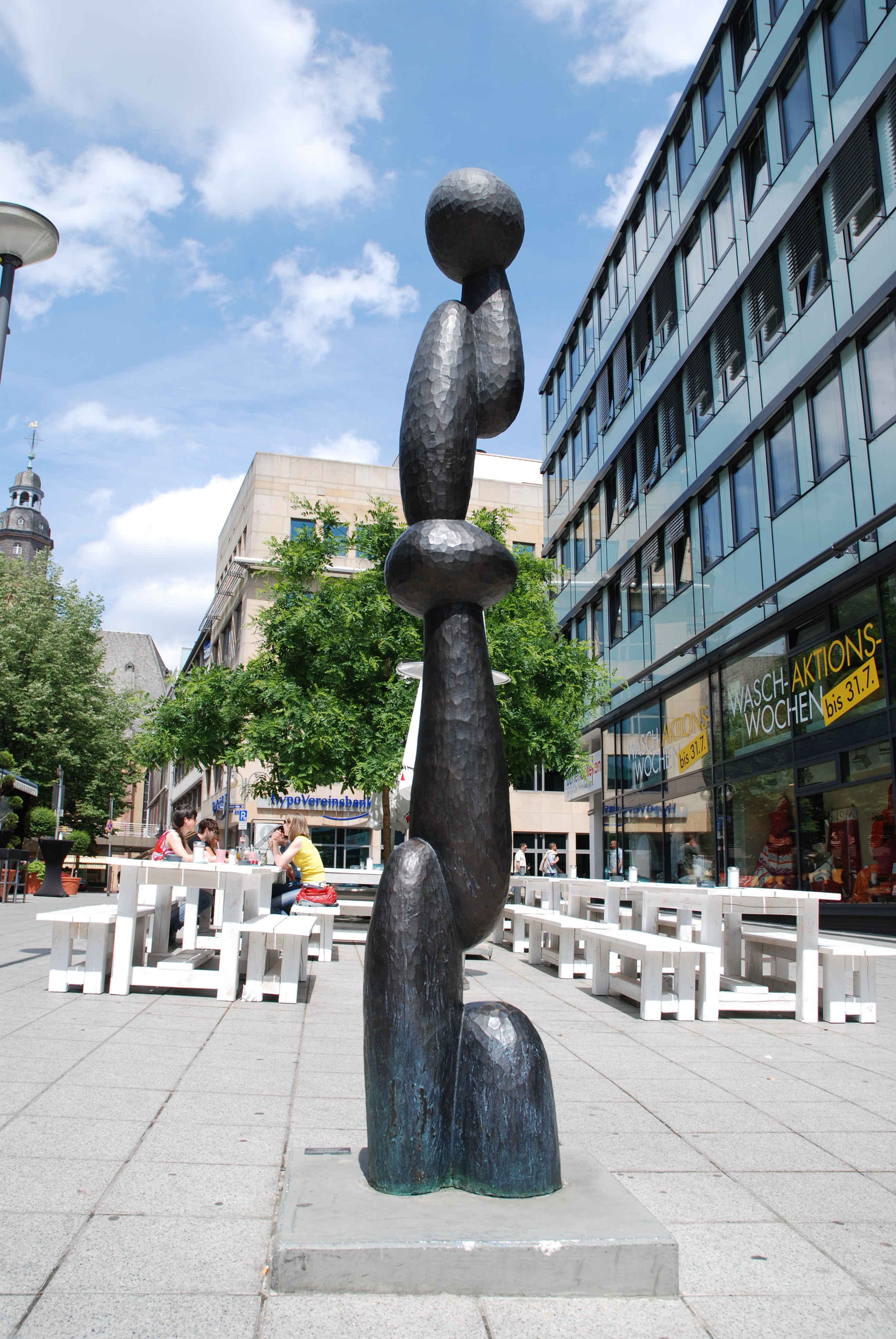
Figur (1961), Frankfurt am Main
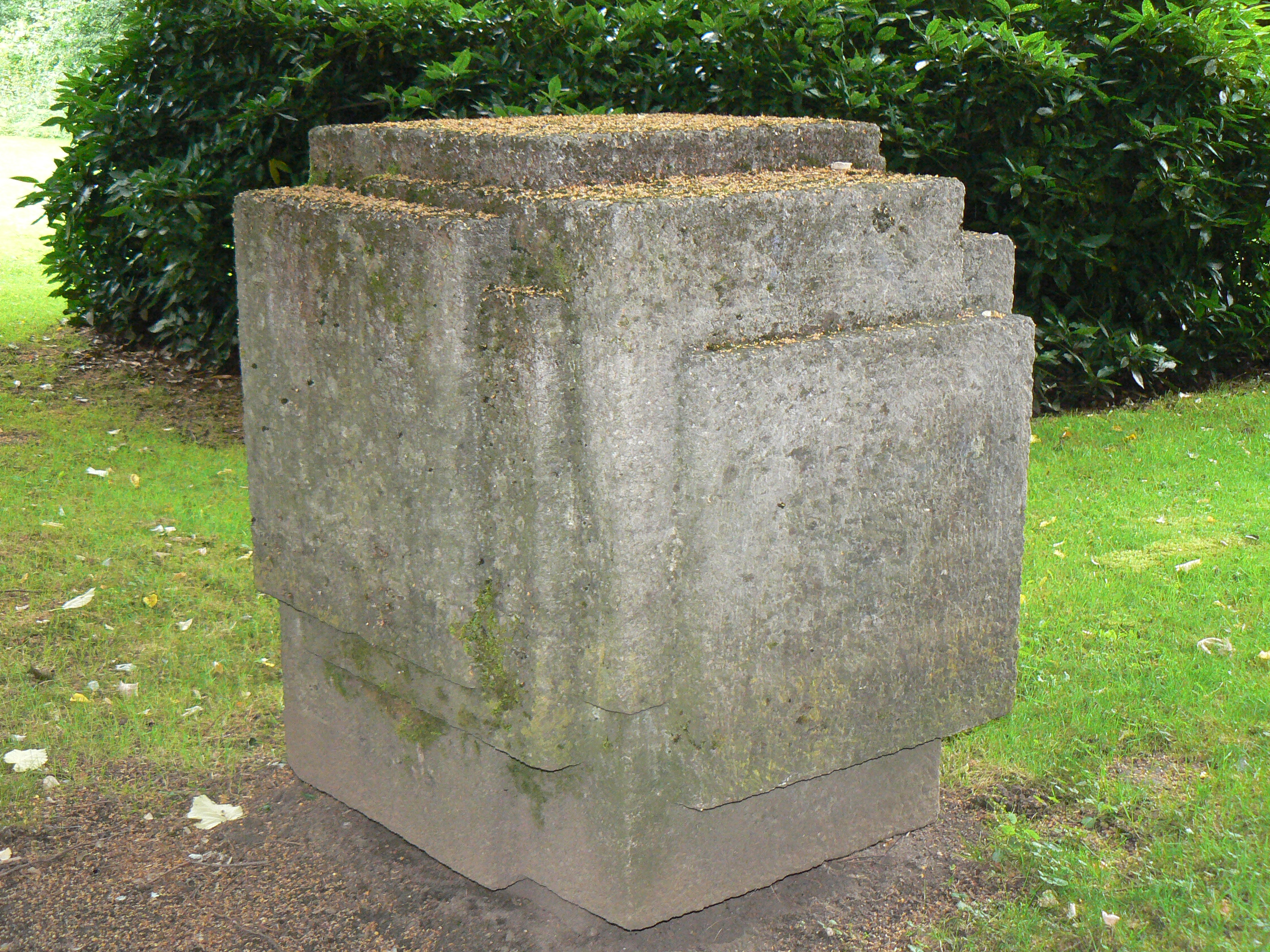
Quader-Skulptur (1965), Beeldenpark van het Quadrat Bottrop
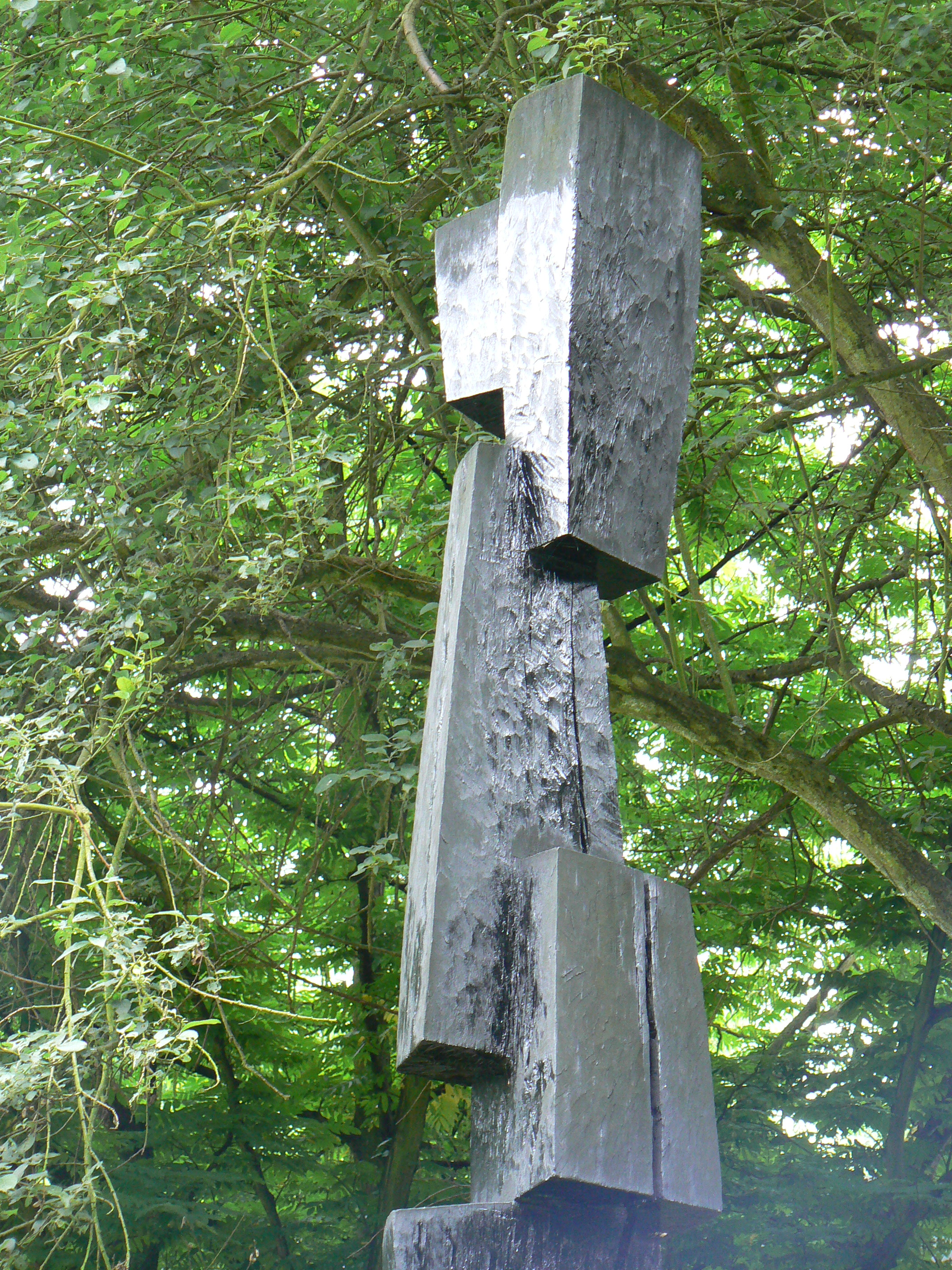
detail Figur, Quadrat Bottrop
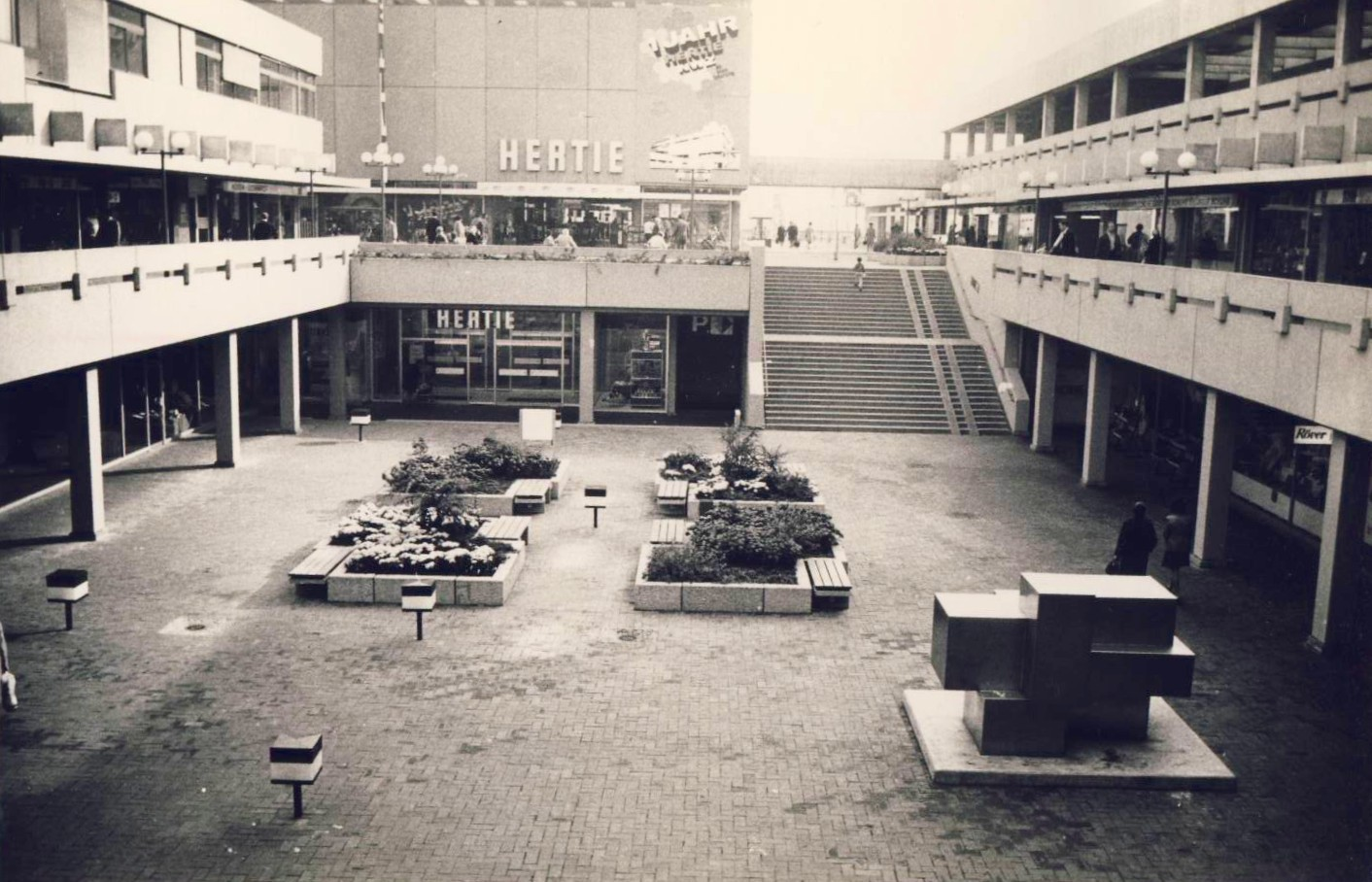
Komposition, Nord-West-Zentrum
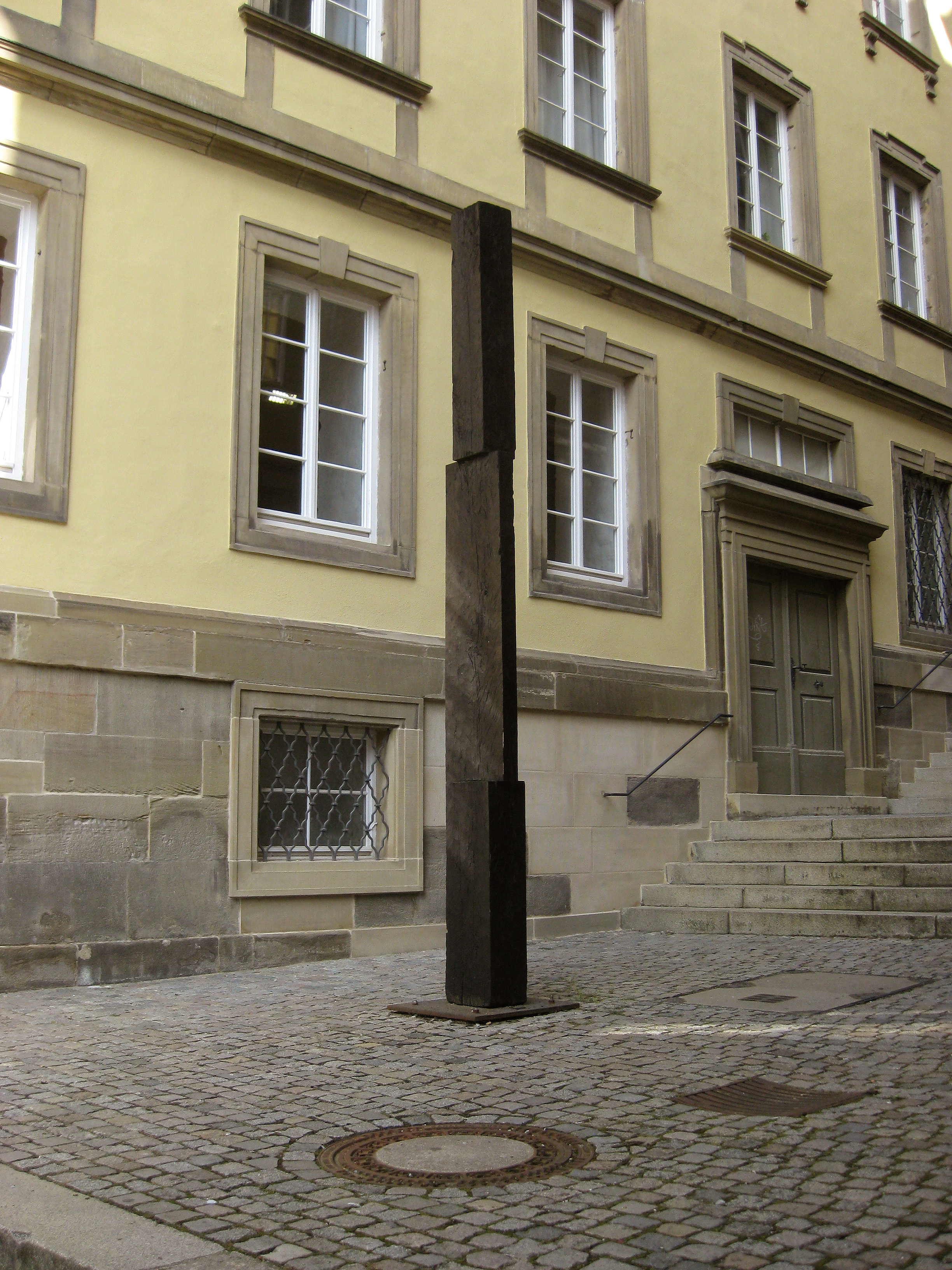
Figur, Schwäbisch Hall
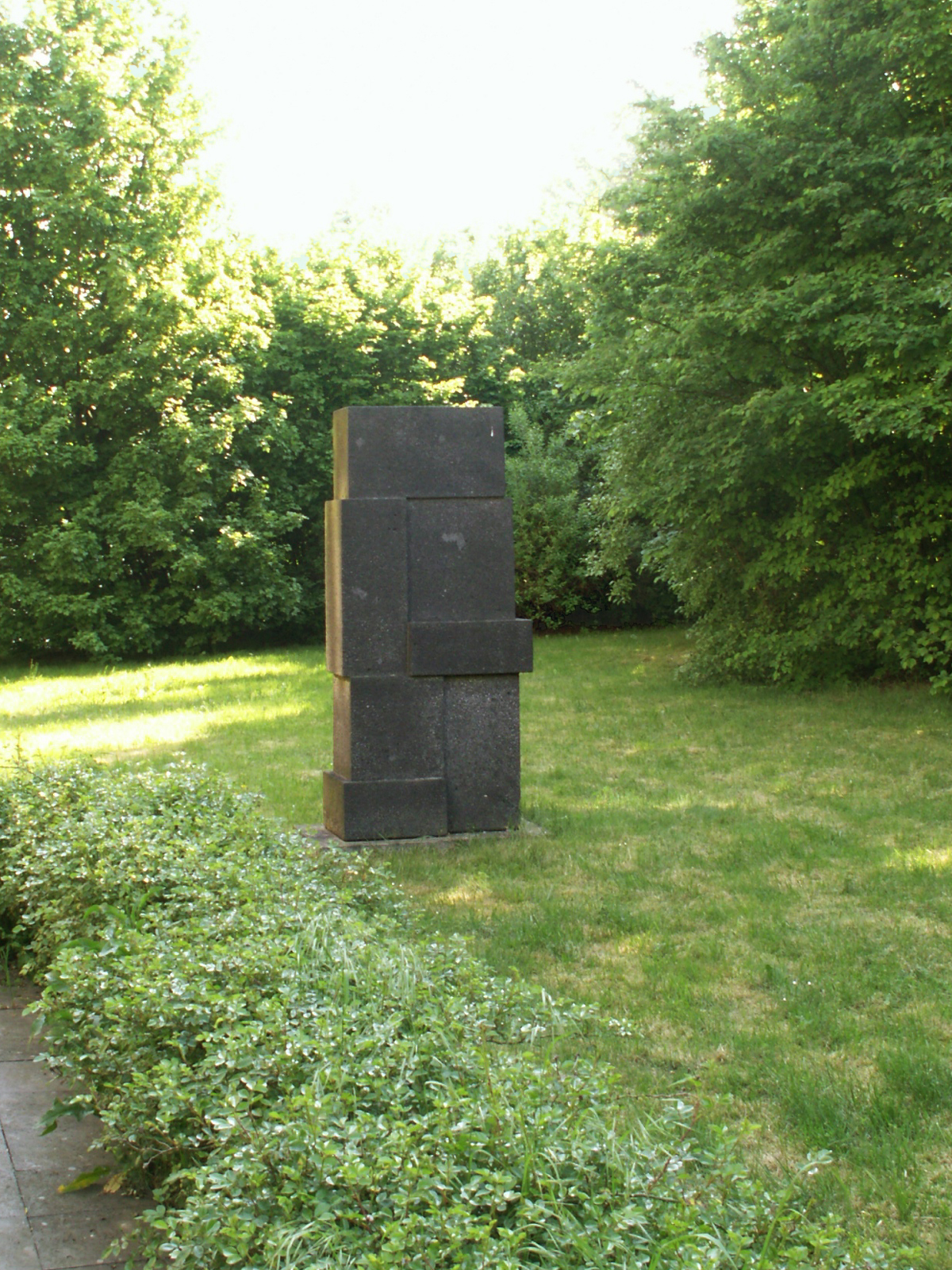
Figur (1975), Straße der Skulpturen (St. Wendel)
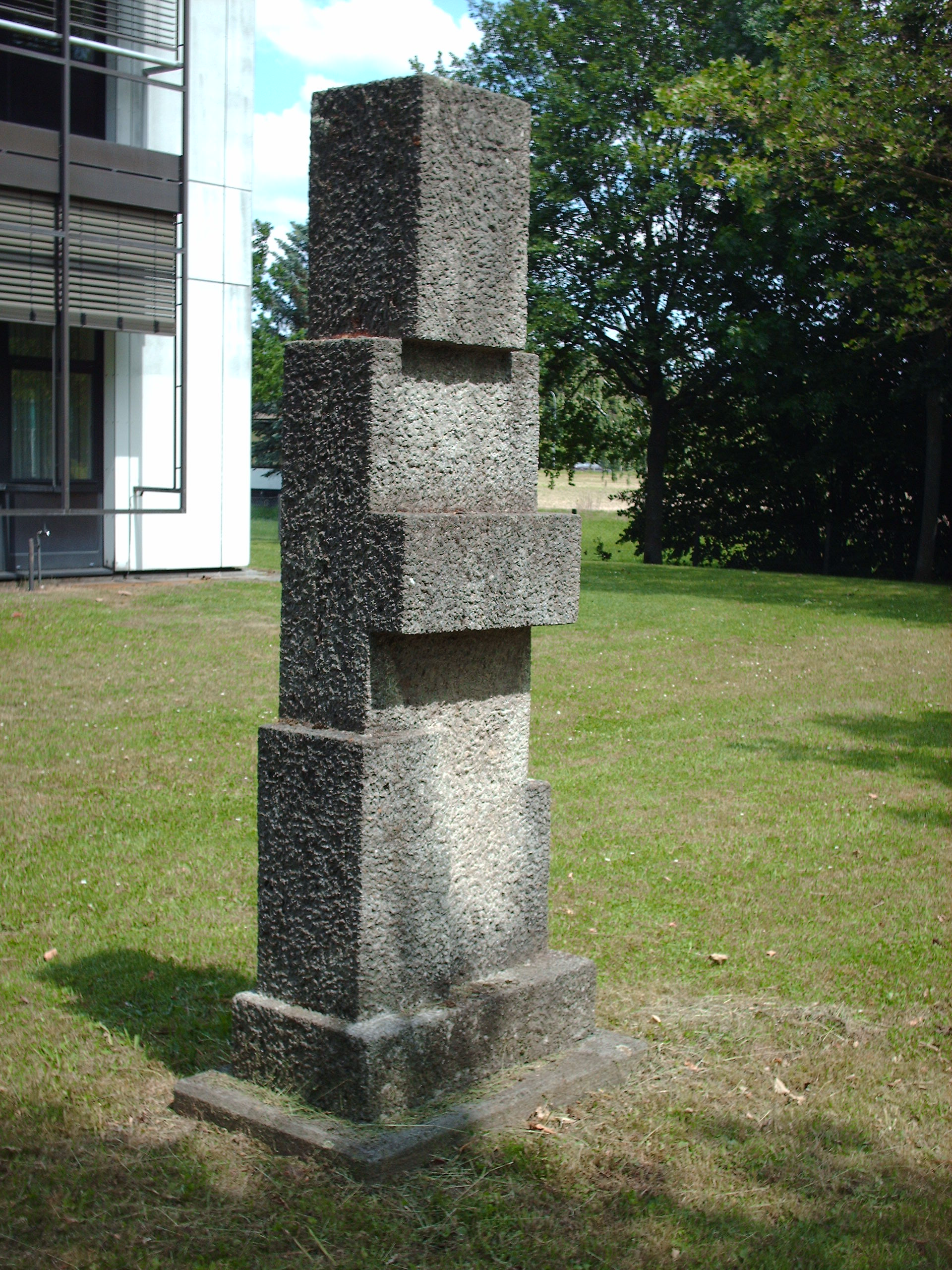
Figur (1986), Gießener Kunstweg
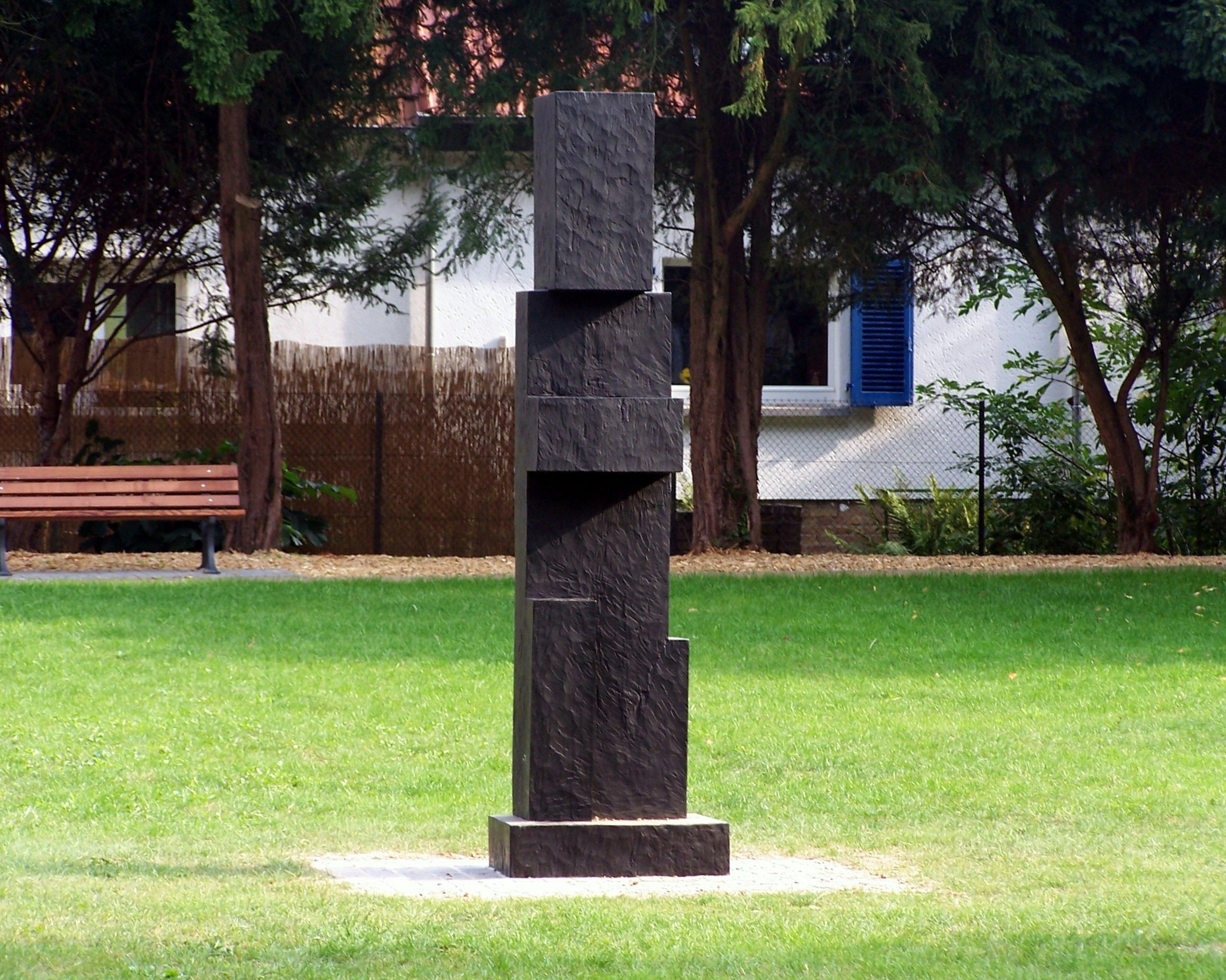
Figur, Detmolder Platz in Frankfurt am Main
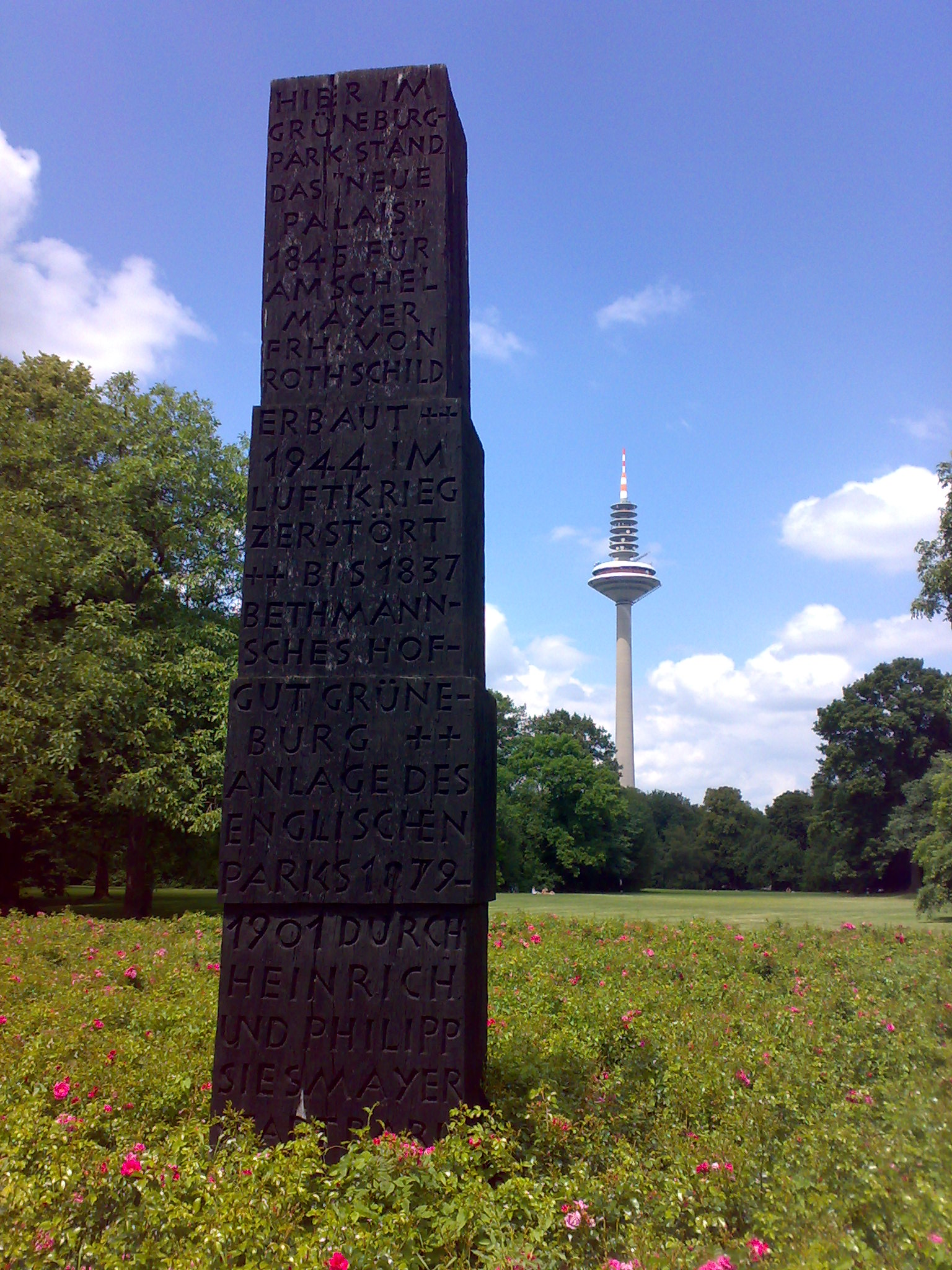
Gedenk-Stele, Frankfurt am Main
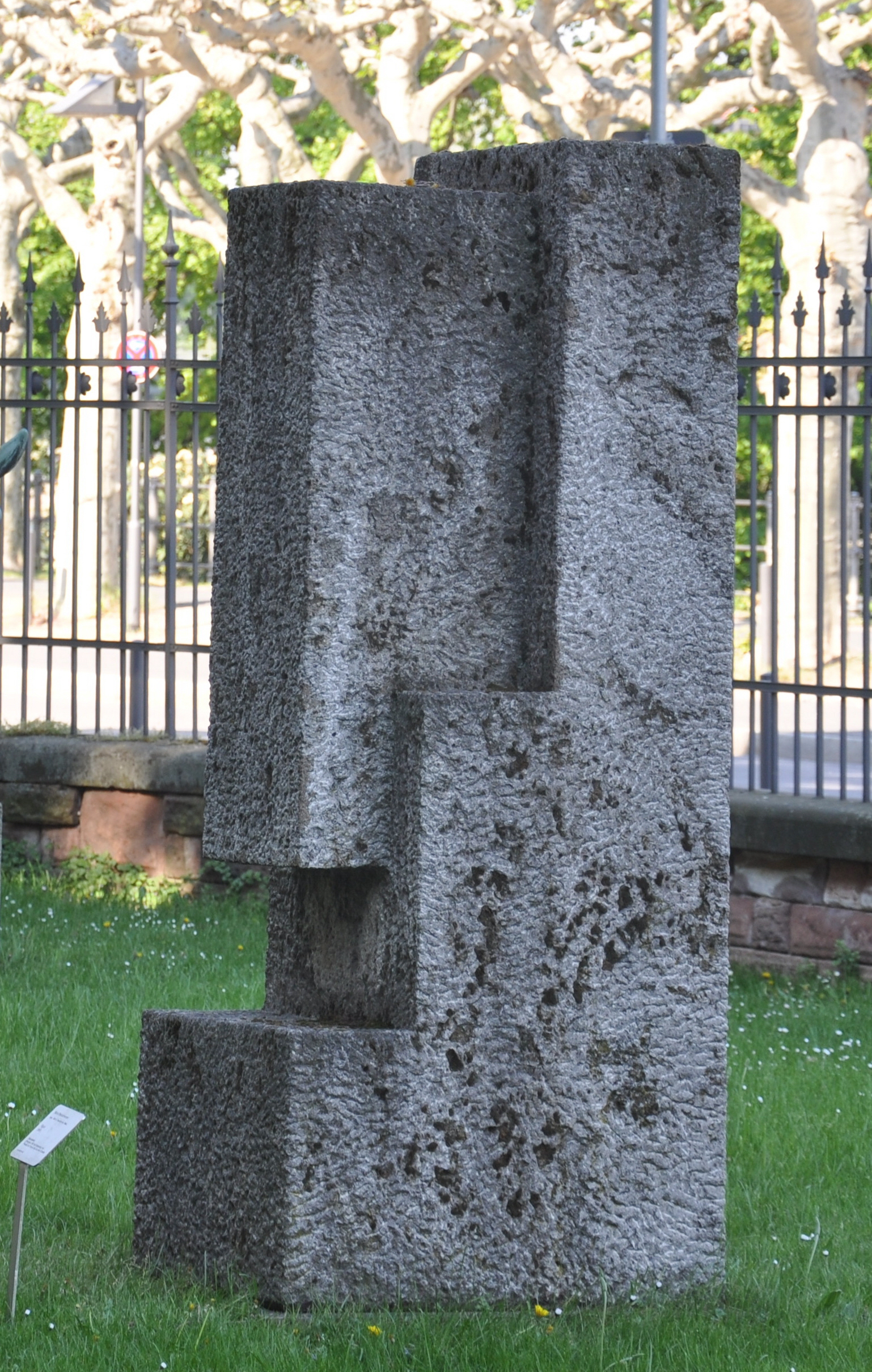
Figur, Städel Museum